# Tirpitz (couraçado)
O Tirpitz foi um couraçado operado pela Kriegsmarine e a segunda e última embarcação da Classe Bismarck, depois do Bismarck. Nomeado em homenagem ao grande almirante Alfred von Tirpitz, o realizador da Marinha Imperial Alemã, sua construção começou em novembro de 1936 nos estaleiros da Kriegsmarinewerft Wilhelmshaven e foi lançado ao mar em abril de 1939, sendo comissionado na frota alemã em fevereiro de 1941. Era armado com uma bateria principal composta por oito canhões de 380 milímetros montados em quatro torres de artilharia duplas, tinha um deslocamento carregado de mais de 52 mil toneladas e alcançava uma velocidade máxima de trinta nós (56 quilômetros por hora).
A embarcação serviu brevemente em 1941 como a peça principal da Frota do Báltico, que tinha a intenção de barrar qualquer tentativa de avanço da Frota do Báltico Soviética. Ele foi para a Noruega no início de 1942 para atuar como um dissuasivo contra uma invasão Aliada. O couraçado também tinha a intenção de ser usado para interceptar comboios Aliados seguindo para a União Soviética, com duas missões sendo tentadas em 1942. Este foi seu único papel praticável na guerra, pois o ditador Adolf Hitler tinha proibido operações no Oceano Atlântico após a perda do Bismarck. Ele agiu como intimidador, forçando a Marinha Real Britânica a segurar suas forças na área para conter o couraçado.
O Tirpitz e o Scharnhorst bombardearam posições Aliadas em Spitsbergen em setembro de 1943, a única vez em que disparou suas armas principais contra um alvo de superfície. Foi depois danificado por um ataque de minissubmarinos britânicos e em seguida foi alvo de uma série de ataques aéreos de longa distância. Bombardeiros Avro Lancaster equipados com bombas Tallboy acertaram o Tirpitz duas vezes em 12 de novembro de 1944, fazendo-o emborcar. Um incêndio se espalhou em um dos depósitos de munição e causou uma explosão. Números de mortos variam desde 950 até 1 204 marinheiros. Os destroços foram desmontados entre 1948 e 1957 por uma equipe teuto-norueguesa.

## Características

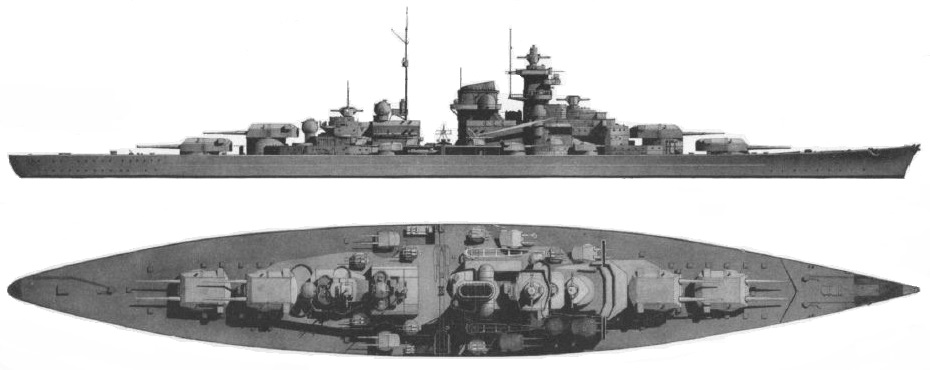
Desenho do Tirpitz

A Classe Bismarck foi projetada em meados da década de 1930 para a Kriegsmarine com o objetivo de fazer frente à expansão naval francesa, especificamente os couraçados da Classe Richelieu que tiveram suas obras iniciadas em 1935. O início da construção da Classe Bismarck ocorreu após a assinatura do Acordo Naval Anglo-Germânico de 1935, com o Tirpitz e seu irmão Bismarck estando nominalmente dentro do limite de 36 mil toneladas imposto pelo Tratado Naval de Washington, que restringiu a construção de couraçados no período entreguerras. Entretanto, os navios secretamente excediam em muito esse valor, porém esse sistema internacional de controle ruiu depois da saída do Japão, antes dos navios serem finalizados, permitindo aos signatários invocar a "cláusula do escalonamento" que permitia deslocamentos de até 46 mil toneladas.
O Tirpitz tinha 251 metros de comprimento de fora a fora, boca de 36 metros e calado máximo de 10,6 metros. O navio possuía um deslocamento carregado de 52,6 mil toneladas. Seu sistema de propulsão tinha doze caldeiras Wagner a óleo combustível que alimentavam três conjuntos de turbinas a vapor Brown, Boveri & Cie, cada uma girando uma hélice. Esse sistema produzia um total de 160,8 mil cavalos-vapor (118 mil quilowatts) de potência, o que permitia o navio alcançar uma velocidade máxima de 30,8 nós (57 quilômetros por hora). Ele podia carregar até 7 780 toneladas de óleo combustível, o que proporcionava uma autonomia de 8 870 milhas náuticas (16 430 quilômetros) a dezenove nós (35 quilômetros por hora). Sua tripulação padrão era de 103 oficiais e 1 962 marinheiros, porém durante a guerra aumentou para 108 oficiais e 2,5 mil marinheiros.
A bateria principal consistia em oito canhões SK C/34 calibre 52 de 380 milímetros montados em quatro torres de artilharia duplas, duas na proa e duas na popa, em ambos os casos com uma torre sobreposta a outra. Elas eram nomeadas, da proa para a popa, de Anton, Bruno, Caesar e Dora. Seus armamentos secundários tinham doze canhões calibre 55 de 149 milímetros, dezesseis canhões calibre 65 de 105 milímetros, dezesseis canhões calibre 83 de 37 milímetros e inicialmente doze canhões de 20 milímetros. O cinturão de blindagem tinha entre 220 e 320 milímetros de espessura. Em cima ficavam dois convés blindados, o superior com cinquenta milímetros de espessura e o principal de cem a 120 milímetros. Fechando a cidadela blindada estavam anteparas transversais de 220 milímetros. As torres de artilharia principais tinham frentes de 360 milímetros, tetos de 180 milímetros, traseira de 130 milímetros e laterais de 220 milímetros. A torre de comando tinha teto de duzentos milímetros e laterais de 350 milímetros de espessura.
O Tirpitz foi originalmente equipado com três radares de procura Modelo 23 nos telêmetros dianteiro, do alto da superestrutura e de ré. Eles foram depois substituídos pelo Modelo 27 e então pelo Modelo 26, que tinham uma antena maior. Um radar Modelo 30, conhecido como Hohentwiel, foi instalado no alto do mastro em 1944, enquanto um radar Modelo 213 Wurzburg de controle de disparo foi adicionado no telêmetro de popa das armas de 105 milímetros. O número de canhões de 20 milímetros gradualmente aumentou para 58 no decorrer de sua carreira, enquanto oito tubos de torpedo de 533 milímetros foram instalados em 1942 no convés em duas montagens quádruplas, uma de cada lado. As modificações no Tirpitz aumentaram seu deslocamento carregado para 53,5 mil toneladas em 1944, fazendo dele o maior couraçado já construído na Europa.

## História

### Construção e início de serviço

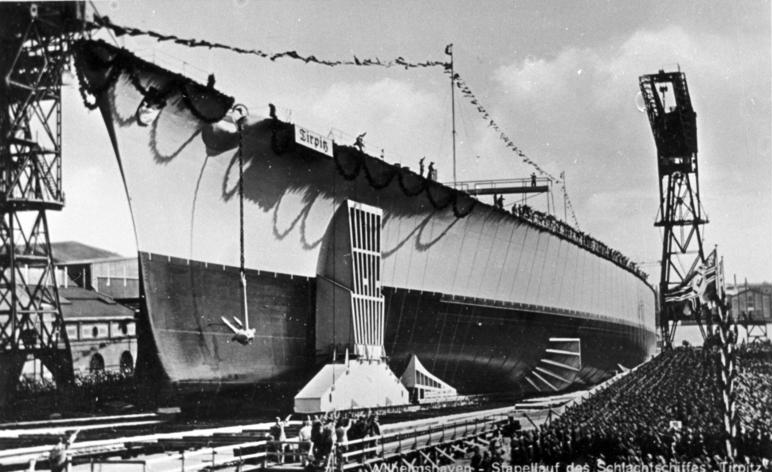
O lançamento do Tirpitz em abril de 1939

O Tirpitz foi encomendado com o nome Ersatz Schleswig-Holstein como substituição para o antigo couraçado pré-dreadnought Schleswig-Holstein, sob o nome de contrato "G". O batimento de quilha ocorreu em 20 de outubro de 1936 nos estaleiros da Kriegsmarinewerft em Wilhelmshaven. Ele foi lançado ao mar em 1º de abril de 1939 durante cerimônias elaboradas, em que foi batizado por Ilse von Hassell, filha do grande almirante Alfred von Tirpitz, realizador da Marinha Imperial Alemã e o homônimo do navio. Adolf von Trotha, um ex-almirante da Marinha Imperial, discursou durante o lançamento, que também teve a presença do ditador Adolf Hitler. O processo de equipagem foi finalizado em fevereiro de 1941. Bombardeiros britânicos atacaram o porto de Wilhelmshaven durante o período de equipagem; nenhuma bomba acertou o Tirpitz, porém os ataques retardaram os trabalhos. O couraçado foi comissionado em 25 de fevereiro para começar seus testes marítimos, que foram realizados no Mar Báltico.
O navio foi colocado em Kiel depois de seus testes e realizou vários treinamentos no Báltico. A Alemanha invadiu a União Soviética enquanto o couraçado estava em Kiel. Uma Frota do Báltico temporária foi criada para impedir a saída da frota soviética de Leningrado. O Tirpitz foi feito a capitânia da esquadra, que também tinha o cruzador pesado Admiral Scheer, os cruzadores rápidos Emden, Köln, Leipzig e Nürnberg, vários contratorpedeiros e duas flotilhas de draga-minas. A Frota do Báltico, sob o comando do vice-almirante Otto Ciliax, fez patrulhas próximas das Ilhas Åland entre 23 e 26 de setembro de 1941, depois do qual a formação foi desfeita e o Tirpitz voltou aos treinamentos. Durante este período, a embarcação testou suas armas principais e secundárias no antigo pré-dreadnought Hessen, que tinha sido convertido em um navio alvo de tiro controlado por rádio. A Força Aérea Real britânica continuou a lançar bombardeios fracassados contra o Tirpitz enquanto ele estava em Kiel.

### Chegada na Noruega

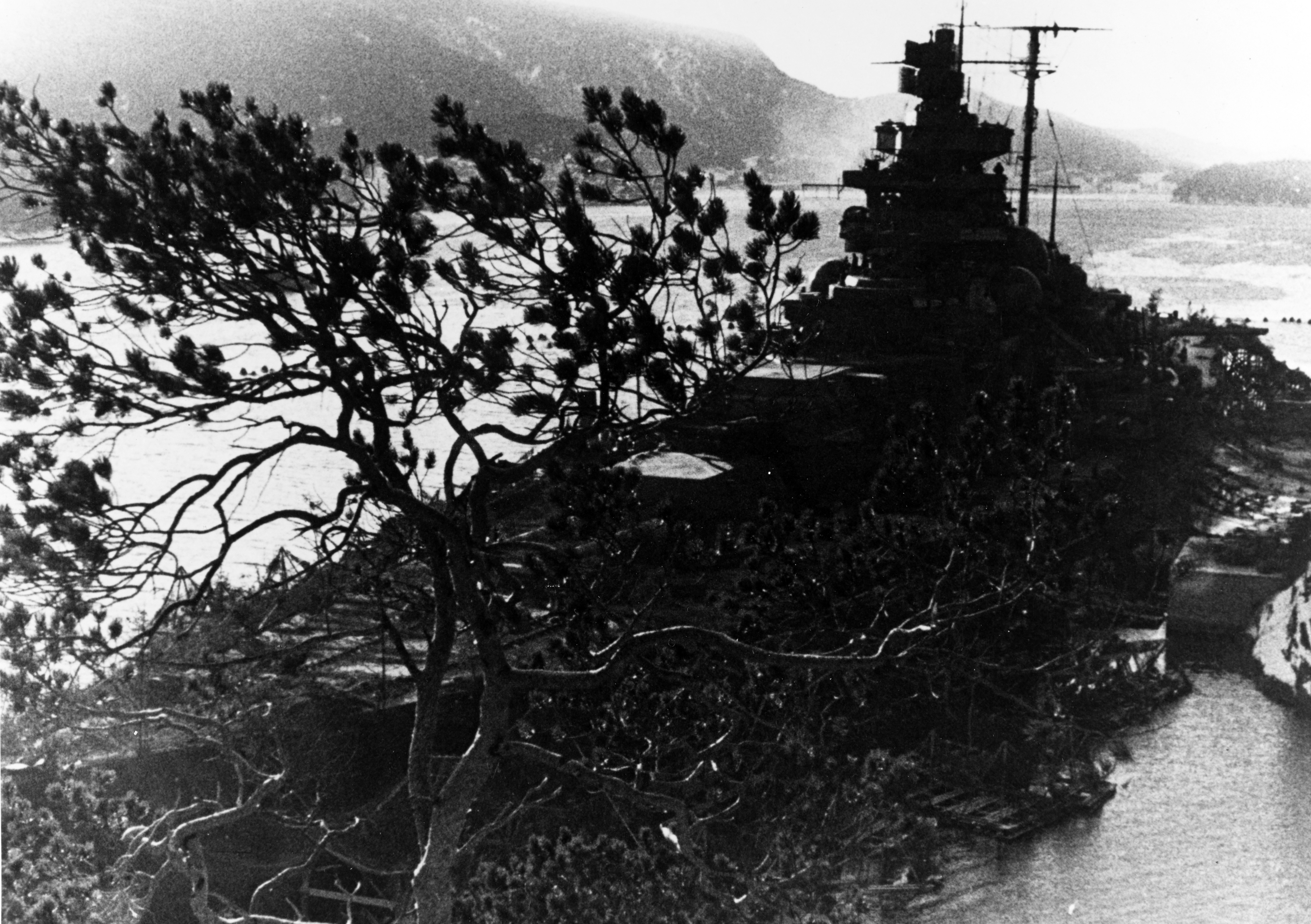
O Tirpitz camuflado no Fiorde de Fætten

O grande almirante Erich Raeder, o comandante da Kriegsmarine, propôs em 13 de novembro que o Tirpitz fosse enviado para a Noruega. Ele dessa forma poderia atacar comboios para a União Soviética, atuar como intimidador para prender ativos navais britânicos e dissuadir uma invasão da Noruega. Hitler tinha proibido incursões no Atlântico depois da perda do Bismarck em maio e concordou com a ideia. O couraçado foi levado para uma doca seca a fim de passar por modificações. Sua bateria antiaérea foi fortalecida e os canhões de 105 milímetros na superestrutura próximos da catapulta de aeronaves foram movidos de posição para melhorar seus arcos de disparo. Também foram instalados dois lançadores de torpedos quádruplos. O capitão de mar Karl Topp, o oficial comandante, declarou em 10 de janeiro de 1942 que o Tirpitz estava pronto para operações de combate. A embarcação partiu para Wilhelmshaven no dia seguinte, movimentação que tinha a intenção de esconder seu verdadeiro destino.
O couraçado deixou Wilhelmshaven às 23hh00min de 14 de janeiro e seguiu para Trondheim. A inteligência militar britânica, capaz de decifrar as mensagens Enigma da Kriegsmarine, detectou a partida, porém o clima ruim no Reino Unido impediu qualquer ação pela Força Aérea Real. O almirante sir John Tovey, comandante da Frota Doméstica, só soube das atividades do Tirpitz no dia 17, depois do navio ter chegado na Noruega. O reconhecimento aéreo britânico localizou o couraçado em Trondheim em 16 de janeiro. A embarcação então seguiu para o Fiorde de Fætten, ao norte de Trondheim. Essa movimentação recebeu o codinome Operação Noite Polar: o Tirpitz foi escoltado pelos contratorpedeiros Z4 Richard Beitzen, Z5 Paul Jacobi, Z8 Bruno Heinemann e Z29. A resistência norueguesa transmitiu a localização para Londres. Ele foi ancorado ao lado de uma encosta, o que o protegia de ataques aéreos vindos do sudoeste. A tripulação cortou árvores e as colocou a bordo como camuflagem. A tripulação também frequentemente escondeu o couraçado de aeronaves dentro de uma neblina artificial. Bateriais antiaéreas adicionais foram instaladas ao redor do fiorde, assim como redes anti-torpedo e bombas na entrada do ancoradouro. O Tirpitz ficou conhecido como "Rainha Solitária do Norte" porque raramente era colocado em ação, com a vida da sua tripulação sendo bem monótona. Escassez de combustível reduziu os treinamentos e manteve o navio e suas escoltas ancoradas em suas respectivas redes protetoras. A tripulação ficava ocupada principalmente com a manutenção do navio e operação contínua das defesas antiaéreas. Atividades esportivas foram organizadas a fim de manter os marinheiros ocupados e fisicamente em forma.

### Ataques contra comboios Aliados
Vários fatores prejudicaram a liberdade de operação do Tirpitz na Noruega. As questões principais foram a escassez de combustível e a retirada dos contratorpedeiros para apoiar a Operação Cerberus, a corrida dos couraçados Scharnhorst e Gneisenau e do cruzador pesado Prinz Eugen pelo Canal da Mancha. Estes fizeram com que um planejado ataque ao Comboio PQ 8 no final de janeiro fosse abandonado. Um planejado ataque aéreo britânico também no final do mês por bombardeiros foi atrapalhado por clima ruim sobre o alvo, o que impediu que as aeronaves encontrassem o navio. O Tirpitz participou no início de fevereiro em ações que distraíram os britânicos antes da Operação Cerberus. Essas incluíram deixar o fiorde e parecer que estava se preparando para surtida ao Mar do Norte. Mais tarde no mesmo mês o couraçado foi reforçado pelos cruzadores pesados Admiral Scheer e Prinz Eugen, mais vários contratorpedeiros. O Prinz Eugen tinha sido torpedeado na entrada do Fiorde de Fætten e estava temporariamente fora de ação.

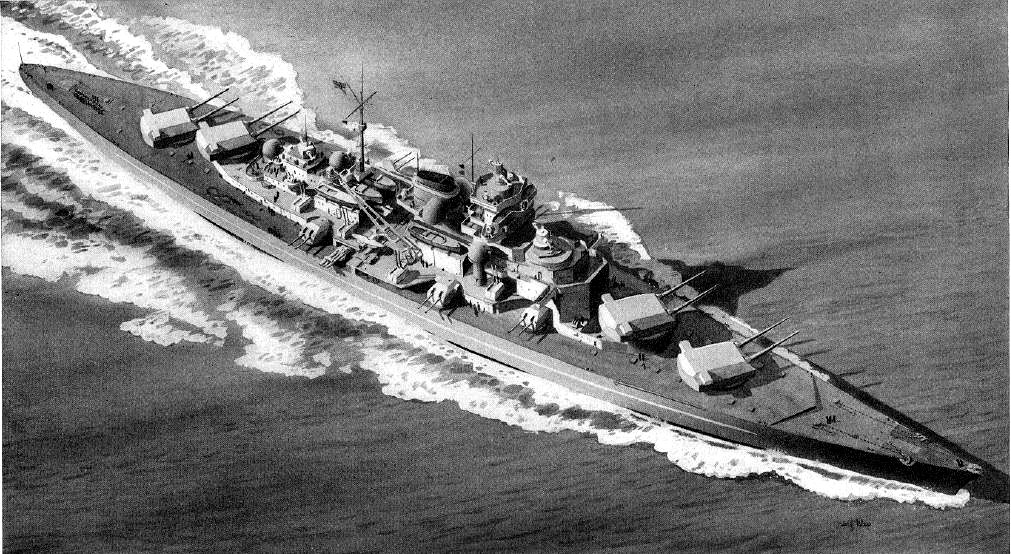
Desenho de reconhecido do Tirpitz feito pela Marinha dos Estados Unidos em 1942

O Tirpitz, o Admiral Scheer, os contratorpedeiros Z5 Paul Jacobi, Z7 Hermann Schoemann, Z14 Friedrich Ihn e Z25, mais dois barcos torpedeiros, tinham a intenção de atacar os comboios QP 8 e PQ 12 em março de 1942, parte da Operação Palácio dos Esportes. Entretanto, o Admiral Scheer, só podia alcançar uma velocidade máxima de 26 nós (48 quilômetros por hora), que era muito lento para operar com o Tirpitz, assim ele foi deixado no porto, bem como o Z5 Paul Jacobi. Os dois barcos torpedeiros também foram dispensados da operação. Uma aeronave de reconhecimento da Luftwaffe avistou o Comboio PQ 12 em 5 de março próximo da ilha Jan Mayen, porém não percebeu a presença do couraçado HMS Duke of York e do cruzador de batalha HMS Renown, ambos os quais estavam escoltando o comboio, assim como quatro contratorpedeiros.
Os alemães também não sabiam que Tovey estava dando suporte distante para o comboio com o couraçado HMS King George V, o porta-aviões HMS Victorious, o cruzador pesado HMS Berwick e seis contratorpedeiros. Mensagens Enigma interceptadas novamente avisaram os britânicos do ataque iminente do Tirpitz, o que permitiu que eles mudassem a rota do comboio. Tovey tentou perseguir o navio alemão em 9 de março, porém Ciliax, o comandante da esquadra alemã, tinha decidido retornar para a Noruega na tarde anterior. Um ataque aéreo foi lançado na manhã do dia 9: doze torpedeiros Fairey Albacore atacaram o couraçado em três grupos, mas o Tirpitz conseguiu desviar de todos os torpedos. Três tripulantes foram feridos nos ataques, enquanto os artilheiros antiaéreos abateram duas aeronaves inimigas. O navio foi para o Fiorde do Oeste depois do ataque, então seguindo para Trondheim, chegando na tarde de 13 de março. Trinta e três bombardeiros Handley Page Halifax atacaram a embarcação em 30 de março, errando todas as bombas e tendo cinco aviões abatidos. A Força Aérea Real lançou dois ataques fracassados no final de abril. Trinta e um Halifax e doze Avro Lancaster atacaram entre os dias 27 e 28, com cinco tendo sido abatidos. Outro ataque com 23 Halifax e onze Lancaster ocorreu na noite seguinte, com dois bombardeiros tendo sido abatidos pela defesa antiaérea alemã.
As ações do Tirpitz e dos contratorpedeiros gastaram em março 8 230 toneladas de óleo combustível, o que muito reduziu a quantidade de combustível disponível. Os alemães demoraram três meses para reabastecer o combustível em uma tentativa de interceptar outros comboios Aliados. O Comboio PQ 17 deixou a Islândia em 27 de junho rumo à União Soviética e foi o alvo seguinte da frota alemã na Noruega, durante a Operação Movimento do Cavalo. Na escolta do comboio estavam o Duke of York, o Victorious e o couraçado norte-americano USS Washington. O Tirpitz, o cruzador pesado Admiral Hipper e seis contratorpedeiros deixaram Trondheim, enquanto os cruzadores pesados Lützow e Admiral Scheer e seis contratorpedeiros deixaram Narvik e o Fiorde de Bogen. O Lützow e três contratorpedeiros bateram em rochas no caminho e precisaram voltar para o porto. O submarino soviético K-21 disparou dois torpedos contra o Tirpitz pouco depois deste ter deixado a Noruega, porém ambos erraram. Mesmo assim, os soviéticos reivindicaram terem acertado os dois torpedos. A inteligência sueca relatou as partidas alemãs para o Almirantado Britânico, que ordenou que o comboio dispersasse. Os alemães sabiam que tinham sido detectados e abortaram a operação, deixando o ataque para u-boots e a Luftwaffe. As embarcações espalhadas do comboio não podiam mais serem protegidas pelas escoltas e os alemães conseguiram afundar 21 dos 34 navios de transporte. O Tirpitz foi para o Fiorde de Kå por meio de Lofoten.

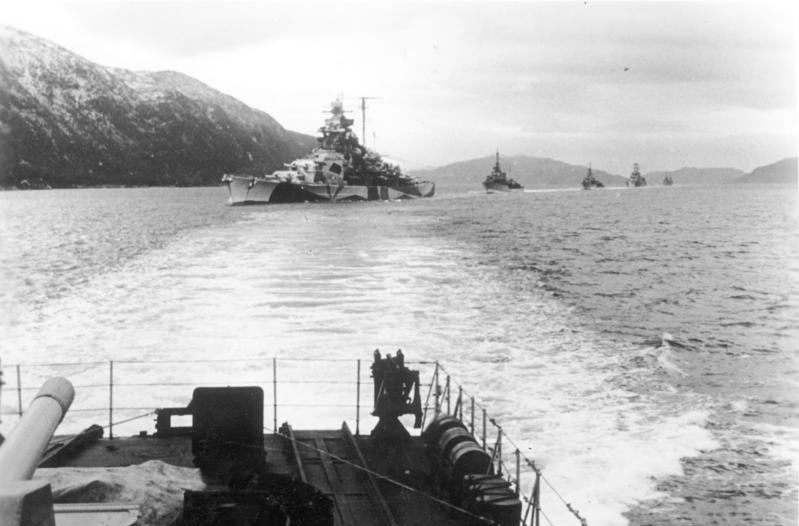
O Tirpitz, escoltado por vários contratorpedeiros, navegando pelo Fiorde de Bogen em outubro de 1942

Os alemães moveram o Tirpitz para o Fiorde de Bogen depois da Operação Movimento do Cavalo. O navio nesse momento estava precisando de manutenção, porém Hitler tinha proibido que ele fizesse a perigosa viagem de volta para a Alemanha, assim a manutenção precisou ser realizada em Trondheim. A embarcação deixou o Fiorde de Bogen e voltou para o Fiode de Fætten. As defesas do ancoradouro foram fortalecidas ainda mais, com armas antiaéreas instaladas e redes anti-torpedo duplas colocadas ao redor do navio. Os reparos ocorreram em pequenas fases, assim o Tirpitz permaneceria parcialmente operacional durante a maior parte da manutenção. Uma ensecadeira foi construída ao redor da popa para permitir a substituição dos lemes. Os britânicos tentaram atacar o couraçado durante os processos de reparo com dois torpedos tripulados Chariot, porém mares bravios os soltaram do barco pesqueiro que os estava rebocando. A manutenção foi finalizada em 28 de dezembro e o Tirpitz iniciou testes, incluindo de artilharia em 4 de janeiro de 1943 no Fiorde de Trondheim. Topp foi promovido a contra-almirante em 21 de fevereiro e foi substituído no comando da embarcação pelo capitão de mar Hans Karl Meyer. Cinco dias depois o couraçado Scharnhorst recebeu ordens para reforçar a frota na Noruega. O vice-almirante Oskar Kummetz assumiu o comando dos navios de guerra designados para a Noruega.
Os comboios Aliados para a União Soviética foram temporariamente paralisados na época que o Scharnhorst chegou na Noruega, em março de 1943. O grande almirante Karl Dönitz, que havia substituído Raeder em 31 de janeiro de 1942 após o fracasso da Batalha do Mar de Barents, com o objetivo de dar aos navios uma chance de trabalharem juntos, ordenou um ataque contra Spitsbergen, que abrigava uma estação meteorológica e de reabastecimento britânicas. Spitzbergen era defendida por uma guarnição de 152 homens das Forças Armadas Norueguesas no exílio. Os dois couraçados deixaram o porto em 6 de setembro escoltados por dez contratorpedeiros; o Tirpitz hasteou o Estandarte Branco britânico enquanto aproximava-se da ilha no dia seguinte a fim de enganar os defensores. O navio disparou 52 projéteis de sua bateria principal e 82 projéteis de suas secundárias de 149 milímetros. Esta foi a primeira e única vez que o Tirpitz disparou seus canhões principais contra um inimigo de superfície. Uma força de desembarque destruiu instalações em terra e fez 74 prisioneiros. Os couraçados terminaram sua missão às 11h e retornaram para suas bases norueguesas.

### Operações contra oTirpitz

#### Fonte

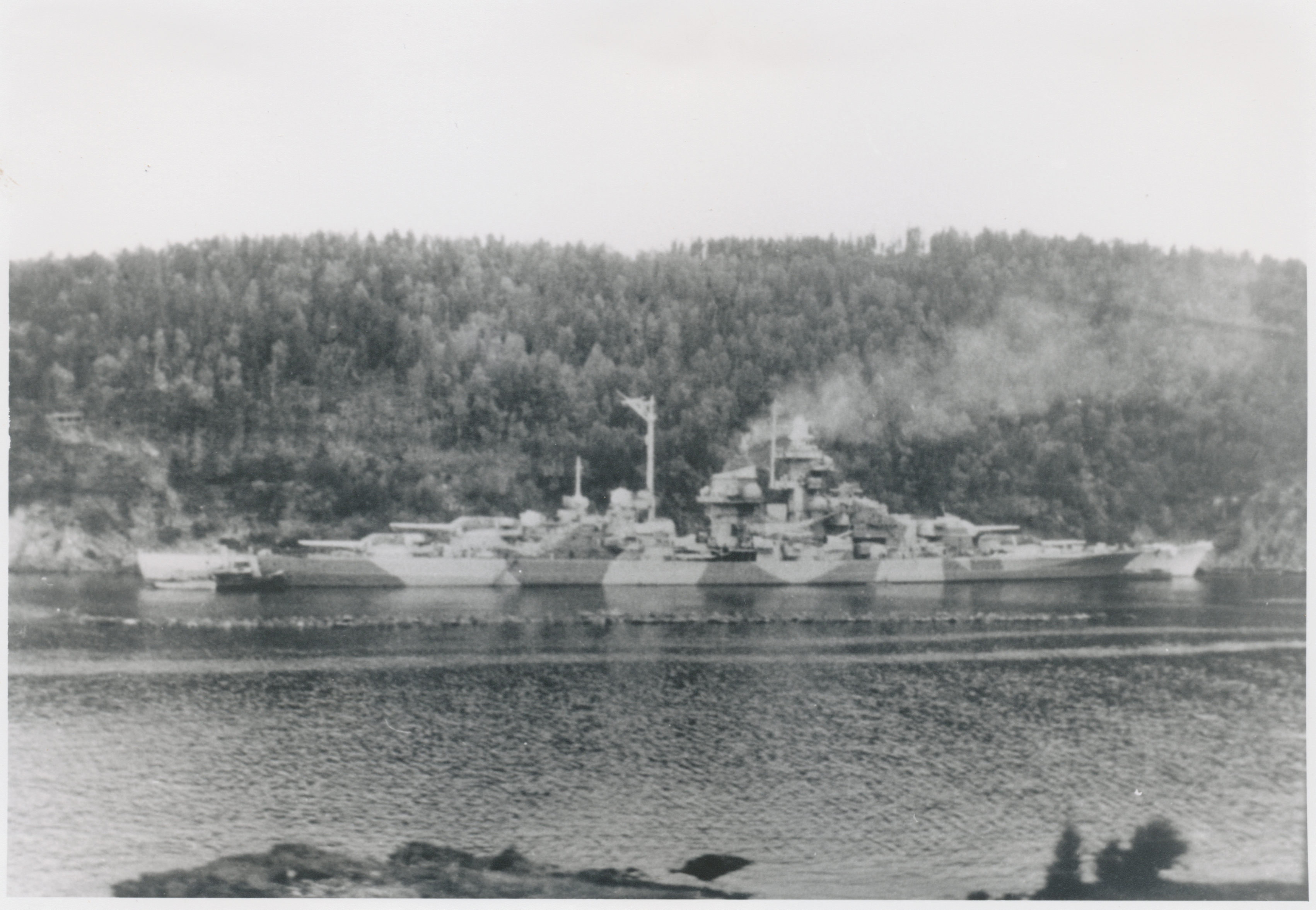
O Tirpitz no Fiorde de Fætten

Os britânicos estavam determinados em neutralizar o Tirpitz e remover a ameaça que ele representava para os comboios pelo Ártico. Depois das tentativas ineficazes e fracassadas de 1942, foi a vez dos britânicos utilizarem os recém projetados minissubmarinos da Classe X. A chamada Operação Fonte incluía ataques contra o Tirpitz, Scharnhorst e Lützow. As embarcações X foram rebocadas até seus destinos por submarinos maiores, para que pudessem passar sob as redes anti-torpedo e colocarem duas poderosas minas no fundo do mar ao lado dos navios alemães. Dez minissubmarinos foram designados para a operação, programada para ocorrer entre os dias 20 e 25 de setembro de 1943. Apenas oito alcançaram o Fiode de Kå para o ataque, que começou cedo no dia 22. Três embarcações, X5, X6 e X7, conseguiram penetrar nas defesas do Tirpitz, com o X6 e o X7 conseguindo estabelecer suas minas. O X5 foi detectado a duzentos metros das redes e foi afundado por uma combinação de disparos e cargas de profunidade.
As minas danificaram seriamente o navio. A primeira explodiu próximo da torre Caesar e a segunda detonou entre 45 a 55 metros a bombordo da proa. Um tanque de combustível foi rompido, placas do casco foram rasgadas, um grande amassado formou-se no fundo do navio e anteparas no fundo duplo se curvaram. Aproximadamente 1 430 toneladas de água inundaram os tanques de combustível e espaços vazios no fundo duplo de bombordo, o que causou um adernamento de um ou dois graus, que foi equilibrado com contra-inundações a estibordo. A inundação danificou todos os turbo-geradores na sala de gerador nº 2, enquanto todos os turbo-geradores menos um na sala de gerador nº 1 foram desabilitados por conexões de vapor quebradas ou fios de energia cortados. A torre Dora foi desalinhada de seus rolamentos e não podia mais girar; isto era notavelmente significativo, pois não havia guindastes na Noruega poderosos o bastante para levantar a torre e colocá-la de volta nos rolamentos. Dois hidroaviões Arado Ar 196 foram completamente destruídos. Os consertos foram realizados pelo navio de reparos Neumark; os historiadores William H. Garzke e Robert O. Dulin afirmaram que o esforço bem-sucedido de reparos do Tirpitz foi "um dos feitos mais notáveis de engenharia naval durante a Segunda Guerra Mundial". Os consertos terminaram em 2 de abril de 1944 e testes marítimos foram marcados para o dia seguinte no Fiorde de Alta.

#### Tungstênio

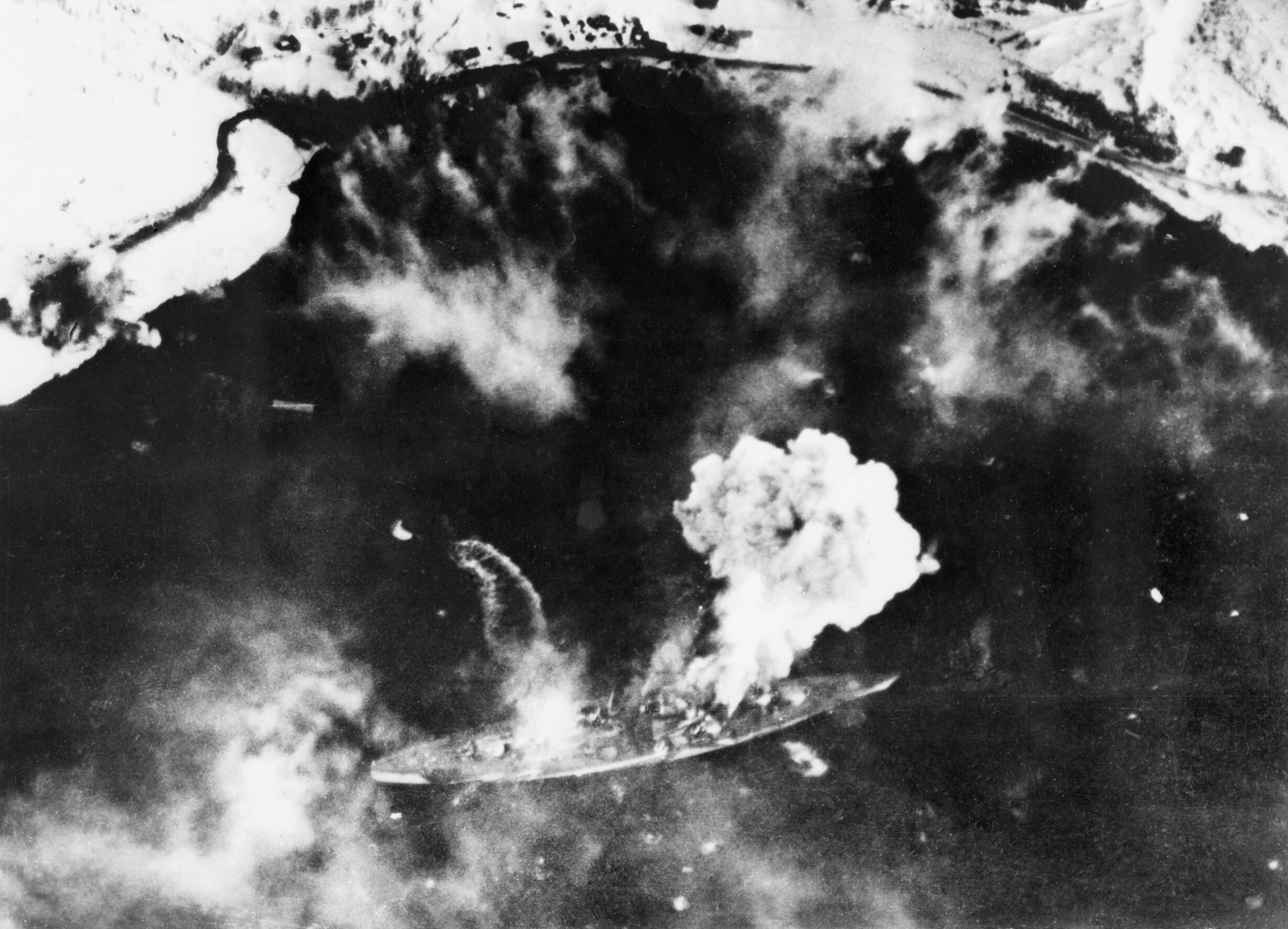
O Tirpitz sob ataque durante a Operação Tungstênio, 3 de abril de 1944

Os britânicos sabiam que o Neumark e as equipes de reparo tinham partido em março, o que significava que o Tirpitz estava quase operacional. Um grande ataque aéreo foi planejado, a Operação Tungstênio, que envolveria os porta-aviões Victorious e HMS Furious, mais os porta-aviões de escolta HMS Emperor, HMS Fencer, HMS Pursuer e HMS Searcher. A ação foi marcada para 4 de abril, porém adiantada em um dia depois de mensagens Enigma terem revelado que o couraçado iria partir às 5h29min do dia 3 para testes marítimos. O ataque consistiu em quarenta bombardeiros de mergulho Fairey Barracuda carregando bombas perfurantes de 230, 270 e 730 quilogramas e quarenta caças de escolta em duas ondas, que conseguiram quinze acertos diretos no navio e dois quase-acertos. As aeronaves conseguiram chegar de surpresa e apenas uma foi abatida na primeira onda; demorou de doze a catorze minutos para todas as materias antiáreas do Tirpitz estarem manejadas. A primeira onda chegou às 5h29min, enquanto rebocadores estavam se preparando para ajudar a mover o navio de seu ancoradouro. A segunda onda chegou uma hora depois, pouco depois das 6h30min. Apenas um único bombardeiro foi abatido, mesmo com os artilheiros antiáreos estando em alerta.
Os ataques aéreos não penetraram o convés blindado principal, mas mesmo assim infligiram grandes danos na superestrutura e causaram várias baixas. Garzke e Dulin relataram que 122 homens foram mortos e 316 feridos, enquanto os historiadores alemães Hans H. Hildebrand, Albert Röhr e Hans-Otto Steinmetz falaram em 132 mortes e 270 feridos. Dois dois canhões de 149 milímetros foram destruídos, assim como dois hidroaviões Ar 196. Várias das bombas iniciaram incêndios perigosos no navio. A onda de choque das explosões desabilitou a turbina de estibordo, com a água salgada usada no combate ao fogo tendo alcançado as caldeiras e contaminado a fonte de água. Por volta de duas mil toneladas de água entraram no Tirpitz, principalmente através de dois buracos laterais criados por estilhaços dos quase acertos. A água usada no combate aos incêndios também contribuiu para as inundações. Dönitz ordenou que o couraçado fosse reparado, não importando o custo, mesmo ele compreendendo que o Tirpitz não poderia ser mais usado em ações de superfície devido a falta de cobertura aérea. Os consertos começaram no início de maio, com contratorpedeiros tendo transportado equipamentos e trabalhadores importantes de Kiel para o Fiorde de Kå durante três dias. O navio voltou a ser capaz de navegar por conta própria em 2 de junho, com testes de artilharia podendo ser realizados até o final do mês. As armas de 149 milímetros foram modificadas durante os reparos para que pudessem ser usadas contra aeronaves, enquanto projéteis especiais de 380 milímetros para barragens antiaéreas foram entregues.

#### Ações sem efeitos

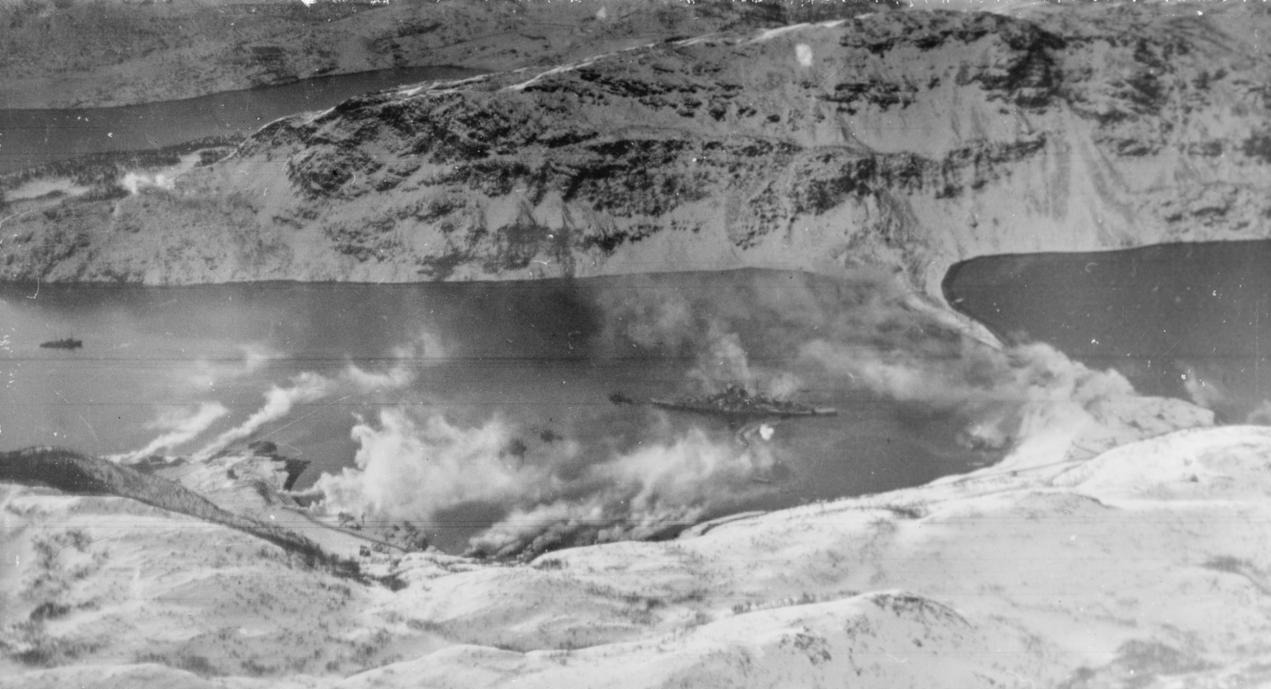
O Tirpitz ancorado no Fiorde de Kå, com uma neblina artificial sendo lançada

Vários ataques lançados por porta-aviões foram planejados pelos três meses seguintes, porém o clima ruim forçou seus cancelamentos. Uma repetição da Operação Tungstênio, chamada de Operação Planeta, foi programada para 24 de abril. A Operação Musculoso, que teria sido realizada por 27 bombardeiros e 36 caças do Victorious e Furious, deveria ocorrer em 15 de maio, enquanto a Operação Garra de Tigre foi planejada para 28 de maio. O Victorious e Furious receberam a companhia do HMS Indefatigable para a Operação Mascote em 17 de julho, com 62 bombardeiros e trinta caças. O clima melhorou no final de agosto, o que permitiu a série de ataques da Operação Goodwood. O primeiro e segundo ataques foram lançados em 22 de agosto por uma força formada pelo Furious, Indefatigable e HMS Formidable, mais os porta-aviões de escolta HMS Nabob e HMS Trumpeter, que lançaram 38 bombardeiros e 43 caças.
Os ataques não infligiram danos ao Tirpitz e três aeronaves foram abatidas. O terceiro ataque foi em 24 de agosto por aeronaves apenas dos porta-aviões maiores. Quarenta e oito bombardeiros e 29 caças acertaram duas bombas que causaram apenas danos leves. Uma bomba de 730 quilogramas penetrou os conveses blindados e foi parar na sala de quadro elétrico nº 4. Sua espoleta tinha sido danificada e a bomba não detonou. A segunda bomba de 230 quilogramas explodiu causando danos superficiais. Seis aeronaves foram abatidas. O quarto ataque foi em 29 de abril com 34 bombardeiros e 25 caças do Formidable e Indefatigable. A neblina espessa impediu que os aviões acertassem o alvo. Os artilheiros do Tirpitz abateram um caça Fairey Firefly e um Vought F4U Corsair. O navio gastou 54 projéteis de sua bateria principal, 161 de suas armas de 149 milímetros e até vinte por cento da munição de sua bateria antiaérea leve.

#### Paravane e Obviar

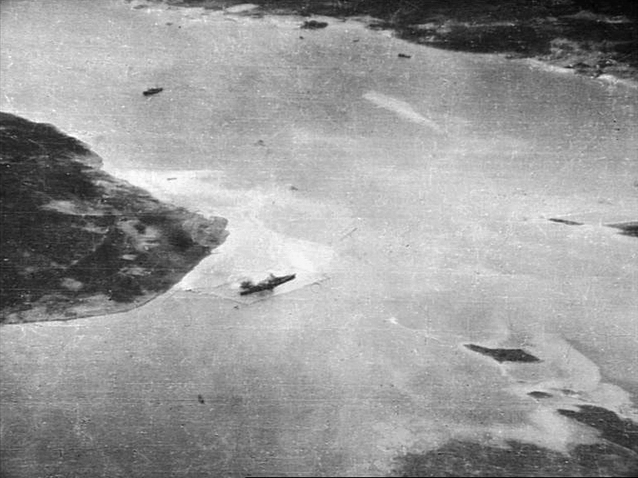
O Tirpitz atracado próximo da ilha de Håkøya em novembro de 1944

A ineficácia da maioria dos ataques lançados pela Aviação Naval Britânica em meados de 1944 fez com que a tarefa da destruição do Tirpitz fosse transferida para o Grupo Nº 5 da Força Aérea Real. Esta usou bombardeiros Lancaster carregando bombas Tallboy de 5,4 toneladas a fim de penetrar a blindagem do couraçado. O primeiro ataque foi a Operação Paravane em 15 de setembro de 1944; 23 Lancaster, dezessete dos quais carregando uma Tallboy cada, decolaram de uma base avançada em Iagodnik, na União Soviética, e acertaram o navio uma vez na proa. A bomba penetrou no Tirpitz, saiu pela quilha e explodiu no fundo do fiorde. A proa foi inundada com oitocentas a mil toneladas de água, fazendo com que ela afundasse seriamente. A embarcação foi considerada sem condições de navegação e ficou limitada a uma velocidade de oito a dez nós (quinze a dezenove quilômetros por hora). O choque concussivo causou sérios danos aos equipamentos de controle de disparo. O dano persuadiu o comando naval alemão a reparar o navio apenas para atuar como bateria antiaérea flutuante. Foi estimado que os trabalhos demorariam nove meses, porém tapar os buracos poderia ser finalizado em apenas algumas semanas, o que permitiu que o Tirpitz navegasse para o sul até Tromsø. A embarcação realizou esta viagem de duzentas milhas náuticas (370 quilômetros) com seus próprios motores, a última viagem que realizou em sua carreira.
A Força Aérea Real fez uma segunda tentativa em 29 de outubro, depois do couraçado ter sido ancorado próximo da ilha de Håkøya, ao lado de Tromsø. Trinta e dois Lancaster atacaram a embarcação com Tallboys durante a Operação Obviar. Os Esquadrões Nº 9 e Nº 617 realizaram o ataque juntos, assim como na Operação Paravane, resultando em apenas um quase acerto, parcialmente em consequência do clima ruim sobre o alvo. A explosão subaquática danificou o leme e o eixo da hélice de bombordo e causou algumas inundações. Os projéteis de fragmentação dos canhões de 380 milímetros do Tirpitz mostraram-se ineficazes em combater bombardeiros de alta altitude; uma aeronave foi danificada por armas antiaéreas terrestres. O ancoradouro do navio foi melhorado significativamente depois. Um grande banco de areia foi construído ao redor do couraçado para impedir que ele emborcasse, enquanto redes anti-torpedo foram instaladas. O Tirpitz permaneceu com um grau de adernamento para bombordo de danos anteriores, com isto não tendo sido corrigido por contra-inundações com o objetivo de preservar o máximo possível de flutuabilidade. O navio foi preparado para seu papel como plataforma flutuante de artilharia: o combustível foi limitado apenas ao necessário para operar os turbo-geradores e a tripulação foi reduzida para 1,6 mil oficiais e marinheiros.

#### Catecismo
A Operação Catecismo, o último ataque contra o Tirpitz, ocorreu em 12 de novembro de 1944. O navio usou seus canhões de 380 milímetros contra os bombardeiros, que aproximaram-se às 9h35min; a bateria principal forçou os bombardeiros a se dispersarem temporariamente, porém o ataque continuou. Uma força de 29 Lancaster dos Esquadrões Nº 9 e Nº 617 jogaram 29 Tallboys sobre o couraçado, com dois acertos diretos e um quase acerto. Várias das bombas caíram na rede anti-torpedo e detonaram no fundo do fiorde, o que removeu boa parte do banco de areia que tinha sido construído para impedir que o Tirpitz emborcasse. Uma das bombas penetrou entre as torres Anton e Bruno, porém não explodiu. O segundo acerto foi à meia-nau entre a catapulta de hidroaviões e a chaminé, causando danos sérios. Um buraco enorme foi criado na lateral e fundo do navio, com toda a seção do cinturão de blindagem na região do acerto tendo sido destruída. É possível que uma terceira bomba tenha acertado a bombordo da torre Caesar.
O acerto de meia-nau causou inundações catastróficas que rapidamente aumentaram o adernamento para entre quinze e vinte graus. Em dez minutos ele aumentou para trinta a quarenta graus, com o capitão Robert Weber emitindo a ordem de abandonar o navio. O adernamento chegou em sessenta graus por volta das 9h50min, parecendo então estabilizar-se temporariamente. Uma enorme explosão ocorreu na torre Caesar aproximadamente oito minutos depois. O teto da torre e parte de sua estrutura giratória foram jogados 25 metros no ar e em cima de um grupo de homens que estavam tentando se salvar ao nadarem até o litoral, esmagando-os. O Tirpitz emborcou completamente para bombordo e enterrou sua superestrutura no fundo do fiorde. Oitenta e dois homens que ficaram presos no navio depois do ataque foram resgatados por meio de aberturas cortadas no fundo casco exposto.  O número de mortos varia entre 950 e 1 204. Aproximadamente duzentos sobreviventes foram transferidos em janeiro de 1945 para o Lützow.

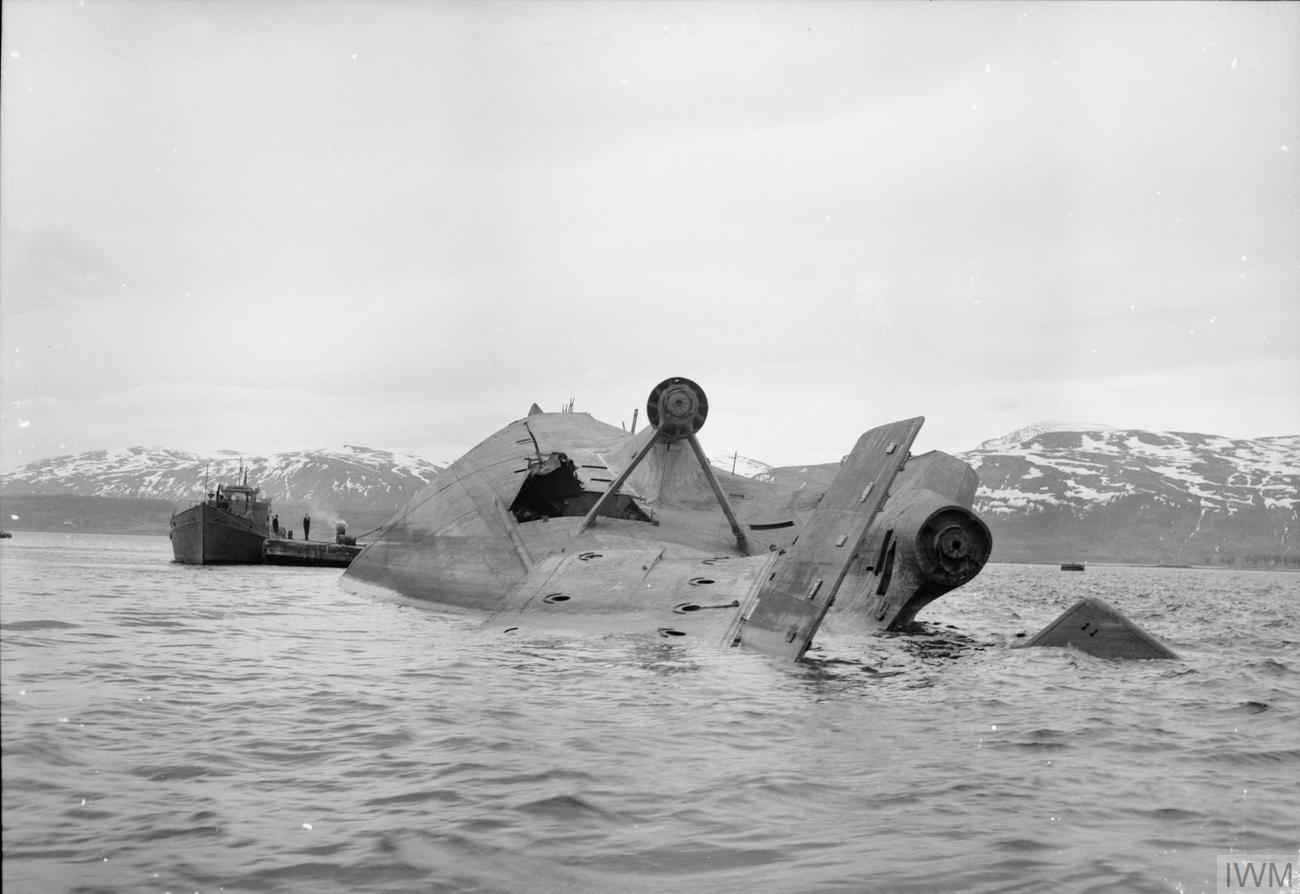
Os destroços emborcados do Tirpitz

A performance da Luftwaffe na defesa do Tirpitz foi muito criticada depois de seu naufrágio. O major Heinrich Ehrler, o comandante da 3ª Asa do 5º Grupo de Ataque, foi culpado pelo fracasso da Luftwaffe em interceptar os bombardeiros britânicos. Ele enfrentou uma corte marcial em Oslo em meados de dezembro e ameaçado com a pena de morte. Foram apresentadas evidências que sua unidade tinha fracassado em ajudar a Kriegsmarine quando pedido. Ele acabou sentenciado a três anos de prisão, porém foi liberado depois de apenas um mês, rebaixado e transferido para um esquadrão de Messerschmitt Me 262 na Alemanha. Ehrler foi depois exonerado por investigações mais profundas que concluíram que comunicação ruim entre a Kriegsmarine e a Luftwaffe tinha causado o fiasco; as equipes aéreas não haviam sido informadas que o Tirpitz tinha sido ancorado em Håkøya duas semanas antes. Os destroços do couraçado permaneceram no local até depois da guerra, quando uma empresa conjunta teuto-norueguesa iniciou operações de desmontagem. Os trabalhos duraram de 1948 até 1957, com fragmentos tendo sido vendidos por uma companhia norueguesa. O jornalista escocês Ludovic Kennedy afirmou que o Tirpitz "viveu a vida de um inválido e morreu a morte de um aleijado".